# Mariano Alvarez

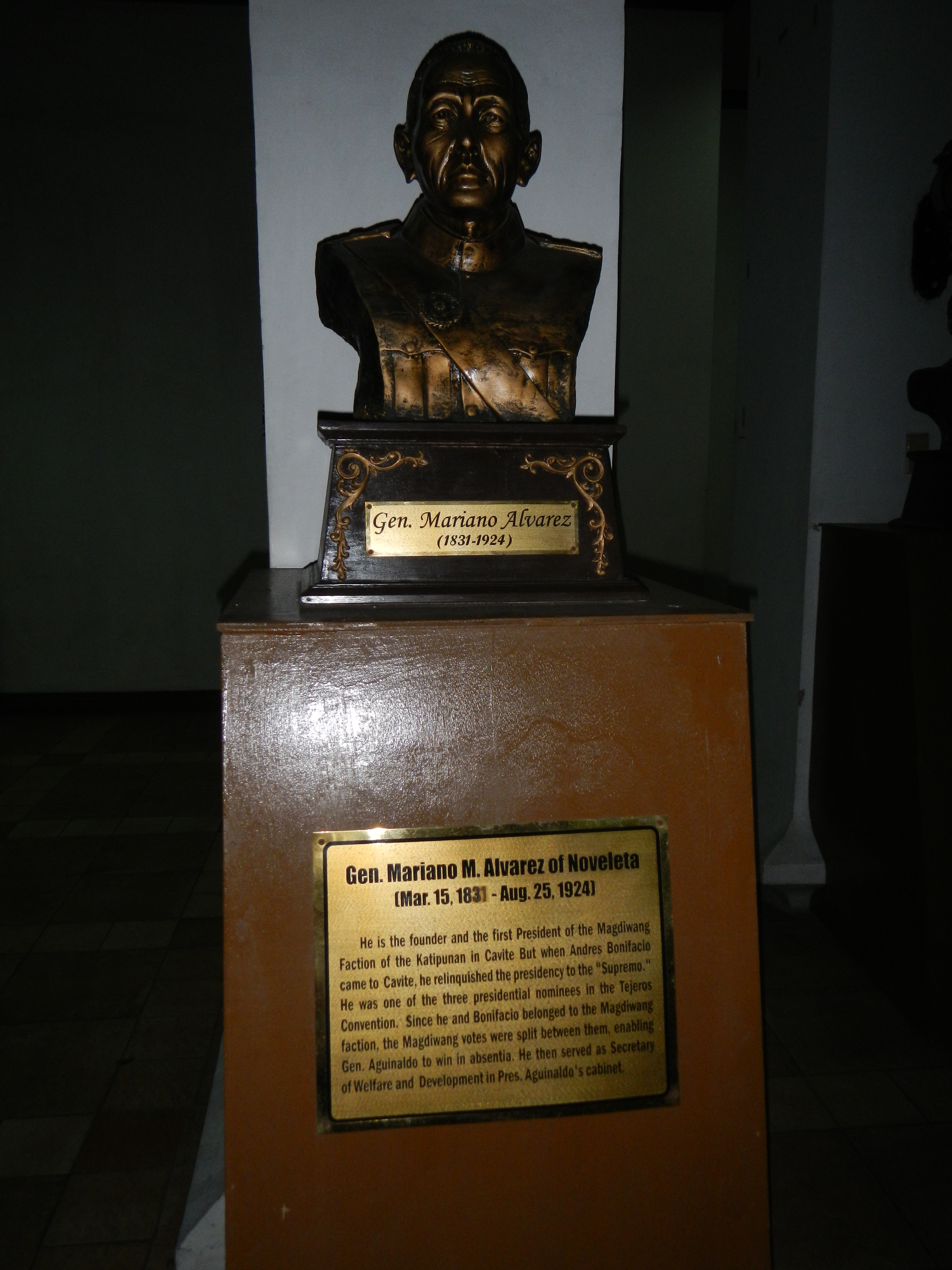
Borstbeeld van Mariano Alvarez

Mariano Alvarez (Noveleta, 15 maart 1818 – 25 augustus 1924) was een Filipijns leider ten tijde van de Filipijnse Revolutie (1896-1898).

## Biografie
Alvarez werd geboren op 15 maart 1818 in Novaleta in de Filipijnse provincie Cavite. Zijn ouders waren Maria Malia uit Kawit en Severino Alvarez, een voormalig burgemeester van Noveleta. Hij volgde onderwijs aan de lokale rooms-katholieke school en behaalde aansluitend een leraarsdiploma aan het Colegio de San Jose in de Filipijnse hoofdstad Manilla. Alvarez gaf enkele jaren les in Naic en Maragondon. In 1891 werd hij gekozen tot burgemeester van zijn geboorteplaats. Later was hij er vrederechter. 
In april 1896 werd hij gekozen als president van de provinciale raad van de Magdiwang fractie. Bij de uitbraak van de Filipijnse revolutie nam hij het voortouw bij het organiseren van de lokale revolutionaire beweging. Zo werd onder andere een brug gesaboteerd, hetgeen de Spanjaarden verhinderde om versterkingen aan te voeren. In december 1896 werd hij door Andrés Bonifacio, de leider van de Katipunan aangewezen, als tweede man. Bij de Conventie van Tejeros werd hij echter niet tot vicepresident gekozen. Bonifacio moest de machtsstrijd binnen de revolutionaire beweging in 1897 bekopen met de dood. Alvarez weigerde zich na de executie van Bonifacio aan te sluiten bij Emilio Aguinaldo. Na de revolutie werd Alvarez nogmaals gekozen tot burgemeester van Novelata. Na zijn termijn als burgemeester trok hij zich terug uit het publieke leven.
Mariano Alvarez overleed in 1924 op 106-jarige leeftijd. Hij trouwde in mei 1863 met Nicolasa Virata. Samen kregen ze een zoon: Santiago Alvarez, net als zijn vader een van de leiders van de Filipijnse revolutie. De gemeente General Mariano Alvarez is naar Alvarez vernoemd.